# 대한민국의 보물 (2000년대 후반)

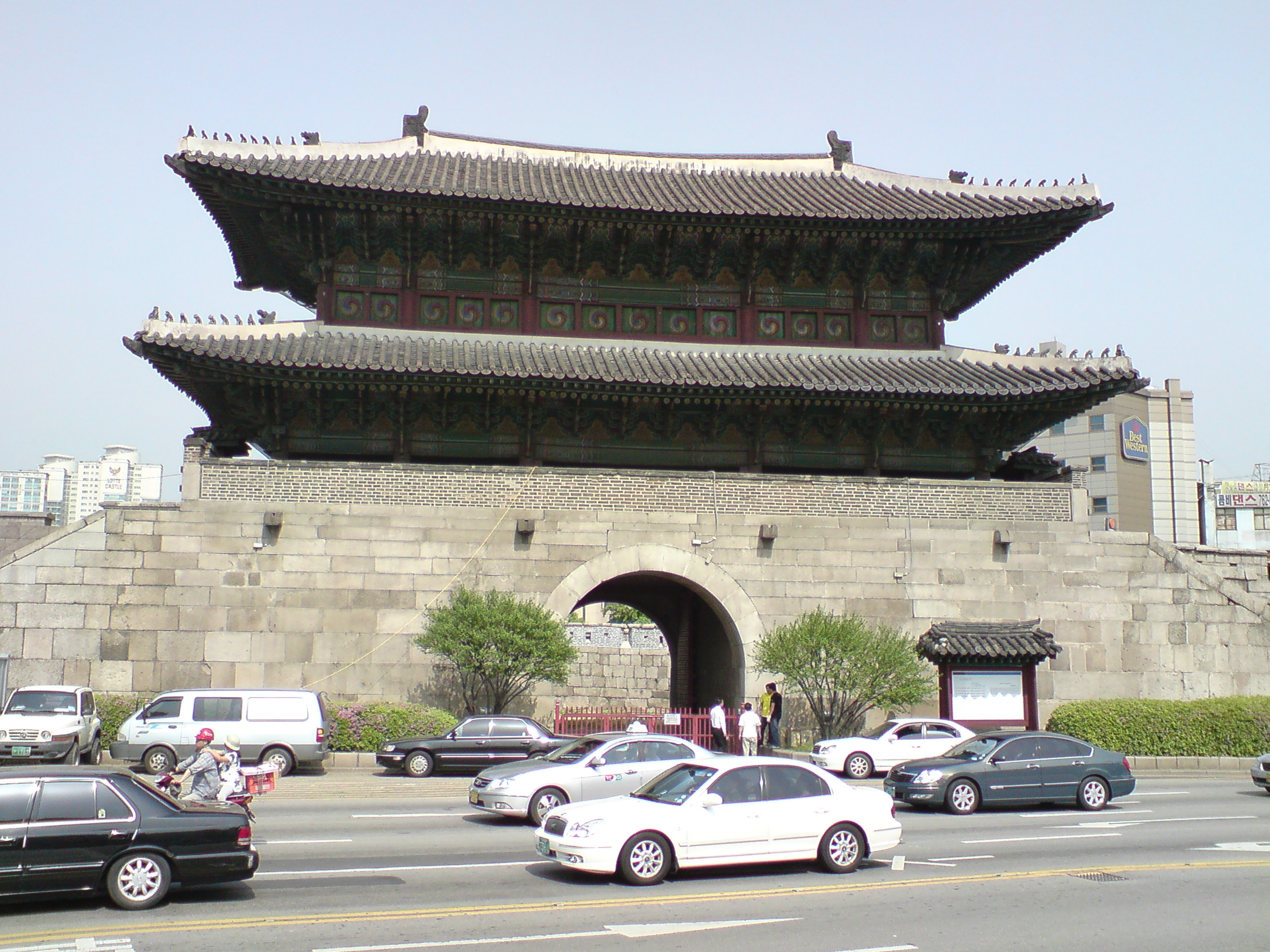
보물 제1호 흥인지문

대한민국의 보물(大韓民國 寶物)은 목조 건축물, 석조 건축물, 전적류, 서적류, 고문서, 회화, 조각류, 공예품, 고고자료, 무구(巫具) 등 대한민국의 유형문화재 가운데 중요한 것을 국가에서 지정한 것이다. 국보와 보물의 중요성과 가치 우열을 가리기는 어렵지만, 국보급의 문화재가 그 분야, 그 시대를 대표하는 유일무이한 것이라면 보물급에 속하는 문화재는 그와 유사한 문화재로서 대한민국 문화를 대표하는 유물이라고 할 수 있다.

## 지정 목록

### 2005년 지정
| 번호     | 사진 | 명칭 | 소재지                                                        | 관리자 (단체)       | 지정일                                                           | 참조 |
| 1426호   |      | 수월관음도 (水月觀音圖) (Painting of Avalokitesvara Bodhisattva) | 경기 용인시 기흥구 용구대로 1920, 미술관 (상갈동)             | 아모레퍼시픽 미술관 | 2005년 1월 22일 지정                                             |      |
| 1427호   |      | 경주 원성왕릉 석상 및 석주일괄 (慶州 元聖王陵 石像 및 石柱一括) (Stone Guardians and Pillars in the Tomb of King Wonseong, Gyeongju)                                                                           | 경북 경주시 외동읍 괘릉리 산17,611-4                          | 경주시              | 2005년 1월 22일 지정, 2010년 12월 27일 명칭변경                  |      |
| 1428호   |      | 분청사기 상감‘정통 13년’명 묘지 및 분청사기 일괄 (粉靑沙器 象嵌‘正統十三年’銘 墓誌 및 粉靑沙器一括) (Buncheong Memorial Tablet with Inlaid Inscription of "the Thirteenth Jeongtong Year" and Buncheong Wares) | 서울 용산구 이태원로55길 60-16, 삼성미술관 리움 (한남동)      | 삼성미술관 리움     | 2005년 1월 22일 지정                                             |      |
| 1429호   |      | 경주 원원사지 동·서 삼층석탑 (慶州 遠願寺址 東·西 三層石塔) (East and West Three-story Stone Pagodas at Wonwonsa Temple Site, Gyeongju)                                                                        | 경북 경주시 외동읍 모화리 산12-3                              | 경주시              | 2005년 4월 7일 지정, 2010년 12월 27일 명칭변경                   |      |
| 1430호   |      | 화성행행도 병풍 (華城行幸圖 屛風) (Folding Screen of Hwaseong haenghaengdo (Royal Parade to Hwaseong Fortress))                                                                                                | 서울 용산구 이태원로55길 60-16, 삼성미술관 리움 (한남동)      | 삼성미술관 리움     | 2005년 4월 15일 지정                                             |      |
| 1430-2호 |      | 봉수당진찬도 (奉壽堂進饌圖) | 서울 중구                                                     | 동국대학교박물관    | 2015년 9월 2일 지정                                              |      |
| 1431호   |      | 정사신 참석 계회도 일괄 (鄭士信 參席 契會圖 一括) (Gyehoedo (Gathering of Officials) Including Jeong Sa-sin)                                                                                                   | 서울 용산구 이태원로55길 60-16, 삼성미술관 리움 (한남동)      | 삼성미술관 리움     | 2005년 4월 15일 지정                                             |      |
| 1432호   |      | 적천사괘불탱및지주 (磧川寺掛佛幀및支柱) (Hanging Painting and Flagpole Supports of Jeokcheonsa Temple) | 경북 청도군 청도읍 원동길 304, 적천사 (원리)                  | 적천사              | 2005년 4월 15일 지정                                             |      |
| 1433호   |      | 영암 도갑사 오층석탑 (靈巖 道岬寺 五層石塔) (Five-story Stone Pagoda of Dogapsa Temple, Yeongam) | 전남 영암군 군서면 도갑사로 306 (도갑리)                      | 도갑사              | 2005년 6월 13일 지정, 2010년 12월 27일 명칭변경                  |      |
| 1434호   |      | 완주 안심사 금강계단 (完州 安心寺 金剛戒壇) (Ordination Platform of Ansimsa Temple, Wanju) | 전북 완주군 운주면 안심길 372, 안심사 (완창리)                | 안심사              | 2005년 6월 13일 지정, 2010년 12월 27일 명칭변경                  |      |
| 1435호   |      | 이원익 초상 (李元翼 肖像) (Portrait of Yi Won-ik) | 경기 광명시 오리로347번길 5-6, 충현박물관 (소하동)            | 충현박물관          | 2005년 7월 7일 지정                                              |      |
| 1436호   |      | 거창 농산리 석조여래입상 (居昌 農山里 石造如來立像) (Stone Standing Buddha in Nongsan-ri, Geochang) | 경남 거창군 북상면 농산리 산53                                | 거창군              | 2005년 7월 7일 지정, 2010년 8월 25일 명칭 변경                   |      |
| 1437호   |      | 백자 달항아리 (白磁 壺) (White Porcelain Moon Jar) | 서울 용산구 서빙고로 137, 국립중앙박물관 (용산동6가)          | 국립중앙박물관      | 2005년 8월 12일 지정                                             |      |
| 1438호   |      | 백자 달항아리 (白磁 壺) (White Porcelain Moon Jar) | 서울 종로구                                                   | 김영무              | 2005년 8월 12일 지정                                             |      |
| 1439호   |      | 백자 달항아리 (白磁 壺) (White Porcelain Moon Jar) | 서울 종로구                                                   | 김영무              | 2005년 8월 12일 지정                                             |      |
| 1440호   |      | 백자대호 (白磁大壺) (White Porcelain Moon Jar) | 부산 남구                                                     | 국립고궁박물관      | 2005년 8월 12일 지정, 2007년 12월 17일 해제, 국보 제310호로 승격 |      |
| 1441호   |      | 백자 달항아리 (白磁 壺) (White Porcelain Moon Jar) | 경기 용인시 기흥구 용구대로 1920, 미술관 (상갈동)             | 아모레퍼시픽 미술관 | 2005년 8월 12일 지정                                             |      |
| 1442호   |      | 일월반도도 병풍 (日月蟠桃圖 屛風) (Folding Screen of Irwol bandodo (The Sun, the Moon, and Sacred Peaches)) | 서울 종로구 효자로 12, 국립고궁박물관 (세종로,국립고궁박물관) | 국립고궁박물관      | 2005년 8월 12일 지정                                             |      |
| 1443호   |      | 왕세자탄강진하도 병풍 (王世子誕降陳賀圖 屛風) (Folding Screen of Wangseja tangang jinhado (Celebration for the Birth of the Crown Prince))                                                                     | 서울 종로구 효자로 12, 국립고궁박물관 (세종로,국립고궁박물관) | 국립고궁박물관      | 2005년 8월 12일 지정                                             |      |
| 1444호   |      | 은입사귀면문철퇴 (銀入絲鬼面文鐵鎚) (Iron Mace with Silver-inlaid Demon Design) | 서울 종로구 효자로 12, 국립고궁박물관 (세종로,국립고궁박물관) | 국립고궁박물관      | 2005년 8월 12일 지정                                             |      |
| 1445호   |      | 예천용문사영산회괘불탱 (醴泉龍門寺靈山會掛佛幀) (Hanging Painting of Yongmunsa Temple, Yecheon (The Vulture Peak Assembly))                                                                                    | 경북 예천군 용문면 용문사길 285-30, 용문사 (내지리)           | 용문사              | 2005년 9월 6일 지정                                              |      |
| 1446호   |      | 남해용문사괘불탱 (南海龍門寺掛佛幀) (Hanging Painting of Yongmunsa Temple, Namhae) | 경남 남해군 이동면 용문사길 166-11, 용문사 (용소리)           | 남해용문사          | 2005년 9월 6일 지정                                              |      |

### 2006년 지정
| 번호     | 사진 | 명칭 | 소재지                                                                          | 관리자 (단체)                  | 지정일                                          | 참조 |
| 524-2호  |      | 여주이씨 옥산문중 전적 (驪州李氏 玉山門中 典籍) (Books of the Oksan Branch of the Yeoju Yi Clan) | 경북 경주시 안강읍 옥산서원길 300-3, 독락당 (옥산리)                            | 이해철                         | 2006년 7월 18일 지정                            |      |
| 1077-2호 |      | 근사록 (近思錄) (Geunsarok (Reflections on Things at Hand)) | 서울 종로구 효자로 12, 국립고궁박물관 (세종로,국립고궁박물관)                   | 국립고궁박물관                 | 2006년 1월 17일 지정                            |      |
| 1087-2호 |      | 신찬벽온방 (新纂辟瘟方) (Sinchan byeogonbang (Prescriptions to Prevent Epidemics)) | 서울 강서구 허준로 87, 허준박물관 (가양동)                                      | 허준박물관                     | 2006년 1월 17일 지정                            |      |
| 1189-2호 |      | 박문수초상 (朴文秀 肖像) (Portrait of Bak Mun-su) | 서울 종로구 효자로 12, 국립고궁박물관 (세종로,국립고궁박물관)                   | 국립고궁박물관                 | 2006년 12월 29일 지정                           |      |
| 1447호   |      | 청자 상감화조문 도판 (靑磁 象嵌花鳥文 陶板) (Celadon Plaque with Inlaid Flower and Bird Design) | 서울 용산구 이태원로55길 60-16, 삼성미술관 리움 (한남동)                        | 삼성미술관 리움                | 2006년 1월 17일 지정                            |      |
| 1448호   |      | 백자 청화보상당초문 항아리 (白磁 靑畵寶相唐草文 壺) (White Porcelain Jar with Floral Medallion and Scroll Design in Underglaze Cobalt Blue)                                                          | 서울 용산구 이태원로55길 60-16, 삼성미술관 리움 (한남동)                        | 삼성미술관 리움                | 2006년 1월 17일 지정                            |      |
| 1449호   |      | 청자 기린모양 연적 (靑磁 麒麟形 硯滴) (Celadon Girin-shaped Water Dropper) | 서울 종로구                                                                     | 김영무                         | 2006년 1월 17일 지정                            |      |
| 1450호   |      | 분청사기 상감사각묘지 및 분청사기 인화문 사각편병 (粉靑沙器 象嵌四角墓誌 및 粉靑沙器 印花文 四角扁甁) (Buncheong Memorial Tablet with Inlaid Inscription and Square Flat Bottle with Stamped Design) | 경기 용인시 기흥구 용구대로 1920, 미술관 (상갈동)                               | 아모레퍼시픽 미술관            | 2006년 1월 17일 지정                            |      |
| 1451호   |      | 청자 상감운학국화문 병형 주전자 (靑磁 象嵌雲鶴菊花文 甁形 注子) (Celadon Bottle-shaped Ewer with Inlaid Cloud, Crane, and Chrysanthemum Design)                                                      | 서울 관악구 남부순환로152길 53, 호림박물관 (신림동,호림박물관)                  | 호림박물관                     | 2006년 1월 17일 지정                            |      |
| 1452호   |      | 청자 상감‘덕천’명 연화양류문 매병 (靑磁 象嵌'德泉'銘 蓮花楊柳文 梅甁) (Celadon Prunus Vase with Inlaid Lotus and Willow Design and Inscription of "Deokcheon")                                       | 서울 관악구 남부순환로152길 53, 호림박물관 (신림동,호림박물관)                  | 호림박물관                     | 2006년 1월 17일 지정                            |      |
| 1453호   |      | 청자 주전자 (靑磁 注子) (Celadon Ewer) | 서울 관악구 남부순환로152길 53, 호림박물관 (신림동,호림박물관)                  | 호림박물관                     | 2006년 1월 17일 지정                            |      |
| 1454호   |      | 청자 음각연화문 팔각장경병 (靑磁 陰刻蓮花文 八角長頸甁) (Celadon Octagonal Bottle with Long Neck and Incised Lotus Design)                                                                           | 서울 관악구 남부순환로152길 53, 호림박물관 (신림동,호림박물관)                  | 호림박물관                     | 2006년 1월 17일 지정                            |      |
| 1455호   |      | 분청사기 상감파도어문 병 (粉靑沙器 象嵌波濤魚文 甁) (Buncheong Bottle with Inlaid Wave and Fish Design)                                                                                              | 서울 관악구 남부순환로152길 53, 호림박물관 (신림동,호림박물관)                  | 호림박물관                     | 2006년 1월 17일 지정                            |      |
| 1456호   |      | 분청사기 박지태극문 편병 (粉靑沙器 剝地太極文 扁甁) (Buncheong Flat Bottle with Sgraffito Taegeuk Design)                                                                                            | 서울 관악구 남부순환로152길 53, 호림박물관 (신림동,호림박물관)                  | 호림박물관                     | 2006년 1월 17일 지정                            |      |
| 1457호   |      | 백자 사각발형 제기 (白磁 四角鉢形 祭器) (White Porcelain Ritual Vessel in the Shape of a Square Bowl)                                                                                                | 서울 관악구 남부순환로152길 53, 호림박물관 (신림동,호림박물관)                  | 호림박물관                     | 2006년 1월 17일 지정                            |      |
| 1458호   |      | 백자 청화철화‘시’명나비문 팔각연적 (白磁 靑畵鐵畵‘詩’銘蝶文 八角硯滴) (White Porcelain Octagonal Water Dropper with Butterfly Design and Inscription of a Poem in Underglaze Cobalt Blue and Iron)   | 서울 관악구 남부순환로152길 53, 호림박물관 (신림동,호림박물관)                  | 호림박물관                     | 2006년 1월 17일 지정                            |      |
| 1459호   |      | 해동조계복암화상잡저 (海東曹溪宓庵和尙雜著) (Haedong Jogye Bogamhwasang japjeo (Miscellaneous Writings of Buddhist Monk Bogam))                                                                      | 서울 종로구 효자로 12, 국립고궁박물관 (세종로,국립고궁박물관)                   | 국립고궁박물관                 | 2006년 1월 17일 지정                            |      |
| 1460호   |      | 흥천사명 동종 (興天寺銘 銅鍾) (Bronze Bell with Inscription of "Heungcheonsa Temple") | 서울 중구 세종대로 99, 덕수궁 (정동,덕수궁)                                     | 덕수궁                         | 2006년 1월 17일 지정                            |      |
| 1461호   |      | 부산 범어사 조계문 (釜山 梵魚寺 曹溪門) (Jogyemun Gate of Beomeosa Temple, Busan) | 부산 금정구 범어사로 250 (청룡동)                                               | 범어사                         | 2006년 2월 7일 지정                             |      |
| 1462호   |      | 서울 인조별서 유기비 (서울 仁祖別墅 遺基碑) (Stele for the Private Residence Site of King Injo, Seoul)                                                                                               | 서울 은평구 역촌동 8-12                                                         | 서울특별시                     | 2006년 2월 17일 지정, 2010년 12월 27일 명칭변경 |      |
| 1463-1호 |      | 용비어천가 권8, 9, 10 (龍飛御天歌 卷八, 九, 十) (Yongbieocheonga (Song of Dragons Flying in Heaven), Volumes 8, 9, and 10)                                                                           | 대구 달서구                                                                     | 계명대학교 동산도서관          | 2006년 4월 28일 지정                            |      |
| 1463-2호 |      | 용비어천가 권3, 4 (龍飛御天歌 卷三, 四) (Yongbieocheonga (Song of Dragons Flying in Heaven), Volumes 3 and 4)                                                                                        | 서울 종로구 새문안로 55, 서울역사박물관 (신문로2가,서울역사박물관)              | 서울역사박물관                 | 2009년 2월 23일 지정                            |      |
| 1463-3호 |      | 용비어천가 권1~2 (龍飛御天歌 卷一~二) (Yongbieocheonga (Song of Dragons Flying in Heaven), Volumes 1 and 2)                                                                                          | 서울 관악구 관악로 1,103호 동 서울대학교 규장각한국학연구원 (신림동,서울대학교) | 서울대 규장각 한국학연구원     | 2009년 10월 20일 지정                           |      |
| 1463-4호 |      | 용비어천가 권1~2, 7~8 (龍飛御天歌 卷一~二, 七~八) (Yongbieocheonga (Song of Dragons Flying in Heaven), Volumes 1, 2, 7, and 8)                                                                       | 서울 성북구 안암로 145, 중앙도서관 (안암동5가,고려대학교안암캠퍼스(인문사회계)) | 고려대학교 중앙도서관          | 2009년 10월 20일 지정                           |      |
| 1464호   |      | 사마방목 (司馬榜目) (Sama bangmok (Roster of Successful Licentiate Examination Candidates)) | 대구 달서구 달구벌대로 1095, 동산도서관 (신당동,계명대학교성서캠퍼스)           | 계명대학교 동산도서관          | 2006년 4월 28일 지정                            |      |
| 1465호   |      | 도은선생집 (陶隱先生集) (Doeun seonsaengjip (Collected Works of Yi Sung-in)) | 대구 달서구 달구벌대로 1095, 동산도서관 (신당동,계명대학교성서캠퍼스)           | 계명대학교 동산도서관          | 2006년 4월 28일 지정                            |      |
| 1466호   |      | 진일유고 (眞逸遺稿) (Jinil yugo (Posthumous Works of Seong Gan)) | 대구 달서구 달구벌대로 1095, 동산도서관 (신당동,계명대학교성서캠퍼스)           | 계명대학교 동산도서관          | 2006년 4월 28일 지정                            |      |
| 1467호   |      | 순천송광사소조사천왕상 (順天松廣寺塑造四天王像) (Clay Four Guardian Kings of Songgwangsa Temple, Suncheon)                                                                                           | 전남 순천시 송광면 송광사안길 100, 송광사 (신평리)                              | 송광사                         | 2006년 4월 28일 지정                            |      |
| 1468호   |      | 순천 송광사 소조 사천왕상 복장유물 (順天 松廣寺 塑造 四天王像 腹藏遺物) (Excavated Relics from the Clay Four Guardian Kings of Songgwangsa Temple, Suncheon)                                         | 전남 순천시 송광면 송광사안길 100, 송광사 (신평리)                              | 송광사                         | 2006년 4월 28일 지정                            |      |
| 1469호   |      | 마천목좌명공신녹권 (馬天牧佐命功臣錄券) (Certificate of Meritorious Subject Issued to Ma Cheon-mok)                                                                                                  | 서울 종로구 효자로 12, 국립고궁박물관 (세종로,국립고궁박물관)                   | 국립고궁박물관                 | 2006년 4월 28일 지정                            |      |
| 1470호   |      | 영광 불갑사 불복장 전적 (靈光 佛甲寺 佛腹藏 典籍) (Excavated Documents of Bulgapsa Temple, Yeonggwang)                                                                                               | 전남 영광군 불갑면 불갑사로 450, 불갑사 (모악리)                                | 불갑사                         | 2006년 4월 28일 지정                            |      |
| 1471호   |      | 양산 통도사 삼층석탑 (梁山 通度寺 三層石塔) (Three-story Stone Pagoda of Tongdosa Temple, Yangsan)                                                                                                   | 경남 양산시 하북면 통도사로 108 (지산리)                                        | 통도사                         | 2006년 6월 1일 지정, 2010년 12월 27일 명칭변경  |      |
| 1472호   |      | 통도사 아미타여래설법도 (通度寺 阿彌陀如來說法圖) (Buddhist Painting of Tongdosa Temple (Amitabha Buddha))                                                                                           | 경남 양산시 하북면 통도사로 108, 통도사 성보박물관 (지산리)                     | 통도사성보박물관               | 2006년 7월 18일 지정                            |      |
| 1473호   |      | 여주이씨 옥산문중 고문서 (驪州李氏 玉山門中 古文書) (Documents of the Oksan Branch of the Yeoju Yi Clan)                                                                                             | 경북 경주시 안강읍 옥산서원길 300-3, 독락당 (옥산리)                            | 이해철                         | 2006년 7월 18일 지정                            |      |
| 1474-1호 |      | 경주이씨 양월문중 고문서 및 향안 (慶州李氏 楊月門中 古文書 및 鄕案) (Documents of the Yangwol Branch of the Gyeongju Yi Clan)                                                                        | 경북 경주시 일정로 186, 국립경주박물관 (인왕동,국립경주박물관)                  | 국립경주박물관                 | 2006년 7월 18일 지정                            |      |
| 1474-2호 |      | 경주이씨 양월문중 고문서 및 향안 - 이지대 왕지 (慶州李氏 楊月門中 古文書 및 鄕案 - 李之帶 王旨) (Documents of the Yangwol Branch of the Gyeongju Yi Clan)                                            | 서울 종로구 새문안로 55, 서울역사박물관 (신문로2가,서울역사박물관)              | 서울역사박물관                 | 2006년 7월 18일 지정                            |      |
| 1475호   |      | 안압지 출토 금동판 불상 일괄 (雁鴨池 出土 金銅板 佛像 一括) (Gilt-bronze Buddha Plaques Excavated from Anapji Pond)                                                                                  | 경북 경주시 일정로 186, 국립경주박물관 (인왕동,국립경주박물관)                  | 국립경주박물관                 | 2006년 9월 1일 지정                             |      |
| 1476호   |      | 김시민 선무공신 교서 (金時敏 宣武功臣 敎書) (Royal Certificate of Meritorious Subject Issued to Kim Si-min)                                                                                          | 경남 진주시 남강로 626-35, 국립진주박물관 (남성동,진주성)                       | 국립진주박물관                 | 2006년 12월 29일 지정                           |      |
| 1477-1호 |      | 채제공 초상 일괄-시복본 (蔡濟恭 肖像 一括-時服本) (Portraits of Chae Je-gong) | 경기 수원시 팔달구 창룡대로 21-0 (매향동) 수원화성박물관                        | 선경도서관                     | 2006년 12월 29일 지정                           |      |
| 1477-2호 |      | 채제공 초상 일괄-금관조복본 (蔡濟恭 肖像 一括-金冠朝服本) (Portraits of Chae Je-gong) | 대전 동구                                                                       | 채규식                         | 2006년 12월 29일 지정                           |      |
| 1477-3호 |      | 채제공 초상 일괄-흑단령포본 (蔡濟恭 肖像 一括-黑團領袍本) (Portraits of Chae Je-gong) | 충남 충남전역                                                                   | 채규식                         | 2006년 12월 29일 지정                           |      |
| 1478호   |      | 조씨삼형제 초상 (趙氏三兄弟 肖像) (Portrait of Three Jo Brothers) | 서울 종로구                                                                     | 국립민속박물관                 | 2006년 12월 29일 지정                           |      |
| 1479호   |      | 유숙 초상 및 관련 교지 (柳潚 肖像 및 關聯 敎旨) (Portrait of Yu Suk and Related Documents) | 서울 종로구 효자로 12, 국립고궁박물관 (세종로,국립고궁박물관)                   | 국립고궁박물관                 | 2006년 12월 29일 지정                           |      |
| 1480호   |      | 심환지 초상 (沈煥之 肖像) (Portrait of Sim Hwan-ji) | 경기 용인시 기흥구 상갈로 6, 경기도박물관 (상갈동)                              | 경기도박물관                   | 2006년 12월 29일 지정                           |      |
| 1481호   |      | 김유 초상 (金楺 肖像) (Portrait of Kim Yu) | 경기 용인시 기흥구 상갈로 6, 경기도박물관 (상갈동)                              | 경기도박물관                   | 2006년 12월 29일 지정                           |      |
| 1482호   |      | 이시방 초상 (李時昉 肖像) (Portrait of Yi Si-bang) | 대전 유성구 노은동길 100, 대전선사박물관 (노은동,대전선사박물관)                | 대전선사박물관                 | 2006년 12월 29일 지정                           |      |
| 1483호   |      | 이채 초상 (李采 肖像) (Portrait of Yi Chae) | 서울 용산구 서빙고로 137, 국립중앙박물관 (용산동6가)                            | 국립중앙박물관                 | 2006년 12월 29일 지정                           |      |
| 1484호   |      | 남구만 초상 (南九萬 肖像) (Portrait of Nam Gu-man) | 서울 용산구 서빙고로 137, 국립중앙박물관 (용산동6가)                            | 국립중앙박물관                 | 2006년 12월 29일 지정                           |      |
| 1485호   |      | 강이오 초상 (姜彛五 肖像) (Portrait of Kang I-o) | 서울 용산구 서빙고로 137, 국립중앙박물관 (용산동6가)                            | 국립중앙박물관                 | 2006년 12월 29일 지정                           |      |
| 1486호   |      | 이광사 초상 (李匡師 肖像) (Portrait of Yi Gwang-sa) | 서울 용산구 서빙고로 137, 국립중앙박물관 (용산동6가)                            | 국립중앙박물관                 | 2006년 12월 29일 지정                           |      |
| 1487호   |      | 서직수 초상 (徐直修 肖像) (Portrait of Seo Jik-su) | 서울 용산구 서빙고로 137, 국립중앙박물관 (용산동6가)                            | 국립중앙박물관                 | 2006년 12월 29일 지정                           |      |
| 1488호   |      | 심득경 초상 (沈得經 肖像) (Portrait of Sim Deuk-gyeong) | 광주 북구 하서로 110, 국립광주박물관 (매곡동,국립광주박물관)                    | 국립광주박물관                 | 2006년 12월 29일 지정                           |      |
| 1489호   |      | 박유명초상 (朴惟明 肖像) (Portrait of Bak Yu-myeong) | 경기 수원시 영통구 창룡대로 265, 수원역사박물관 (이의동,수원역사박물관)         | 수원역사박물관                 | 2006년 12월 29일 지정                           |      |
| 1490호   |      | 이성윤 초상 (李誠胤 肖像) (Portrait of Yi Seong-yun) | 서울 종로구 효자로 12, 국립고궁박물관 (세종로,국립고궁박물관)                   | 국립고궁박물관                 | 2006년 12월 29일 지정                           |      |
| 1491호   |      | 연잉군 초상 (延礽君 肖像) (Portrait of Prince Yeoning) | 서울 종로구 효자로 12, 국립고궁박물관 (세종로,국립고궁박물관)                   | 국립고궁박물관                 | 2006년 12월 29일 지정                           |      |
| 1492호   |      | 철종 어진 (哲宗御眞) (Portrait of King Cheoljong) | 서울 종로구 효자로 12, 국립고궁박물관 (세종로,국립고궁박물관)                   | 국립고궁박물관                 | 2006년 12월 29일 지정                           |      |
| 1493호   |      | 오재순 초상 (吳載純 肖像) (Portrait of O Jae-sun) | 서울 용산구 이태원로55길 60-16, 삼성미술관 리움 (한남동)                        | 삼성미술관 리움                | 2006년 12월 29일 지정                           |      |
| 1494호   |      | 황현 초상 및 사진 (黃玹 肖像 및 寫眞) (Portrait and Photography of Hwang Hyeon) | 전남 순천시                                                                     | 황승현                         | 2006년 12월 29일 지정                           |      |
| 1495호   |      | 윤증 초상 일괄 (尹拯 肖像 一括) (Portraits of Yun Jeung) | 충남 공주시 연수원길 103, 충남역사문화연구원 (금흥동)                           | 충남역사문화연구원             | 2006년 12월 29일 지정                           |      |
| 1496호   |      | 윤급 초상 (尹汲 肖像) (Portrait of Yun Geup) | 서울 용산구 서빙고로 137, 국립중앙박물관 (용산동6가)                            | 국립중앙박물관                 | 2006년 12월 29일 지정                           |      |
| 1497호   |      | 김시습 초상 (金時習 肖像) (Portrait of Kim Si-seup) | 서울 종로구 우정국로 55, 견지동                                                 | 불교중앙박물관                 | 2006년 12월 29일 지정                           |      |
| 1498호   |      | 조선후기 문인초상 (朝鮮後期 文人 肖像) (Portrait of a Literatus of the Late Joseon Dynasty) | 부산 남구                                                                       | 신성수                         | 2006년 12월 29일 지정                           |      |
| 1499-1호 |      | 이하응 초상 일괄 - 흑단령포본, 금관조복본, 와룡관학창의본, 흑건청포본, 복건심의본 (李昰應 肖像 一括) (Portraits of Yi Ha-eung)                                                                       | 서울 종로구 새문안로 55, 서울역사박물관 (신문로2가,서울역사박물관)              | 서울역사박물관                 | 2006년 12월 29일 지정                           |      |
| 1499-2호 |      | 이하응 초상 일괄 - 금관조복본 (李昰應 肖像 一括 - 金冠朝服本)] (Portraits of Yi Ha-eung) | 서울 용산구 서빙고로 137, 국립중앙박물관 (용산동6가)                            | 국립중앙박물관                 | 2006년 12월 29일 지정                           |      |
| 1500호   |      | 김이안초상 (金履安 肖像) (Portrait of Kim I-an) | 서울 서대문구 연세로 50, 연세대학교박물관 (신촌동,연세대학교)                   | 연세대학교박물관               | 2006년 12월 29일 지정                           |      |
| 1501호   |      | 이덕성 초상 및 관련자료 일괄 (李德成 肖像 및 關聯資料 一括) (Portrait of Yi Deok-seong and Related Relics)                                                                                           | 부산 남구 유엔평화로 63, 부산시립박물관 (대연동,부산광역시시립박물관)           | 부산시립박물관                 | 2006년 12월 29일 지정                           |      |
| 1502호   |      | 전 윤효전 초상 (傳 尹孝全 肖像) (Portrait of Yun Hyo-jeon (Presumed)) | 대구 중구                                                                       | 윤용진                         | 2006년 12월 29일 지정                           |      |
| 1503호   |      | 임장 초상 (任章 肖像) (Portrait of Im Jang) | 서울 서대문구 연세로 50, 연세대학교박물관 (신촌동,연세대학교)                   | 연세대학교박물관               | 2006년 12월 29일 지정                           |      |
| 1504호   |      | 유언호 초상 (兪彦鎬 肖像) (Portrait of Yu Eon-ho) | 서울 관악구 관악로 1,103호 동 서울대학교 규장각한국학연구원 (신림동,서울대학교) | 서울대학교 규장각 한국학연구원 | 2006년 12월 29일 지정                           |      |
| 1505호   |      | 대구 동화사 사명당 유정 진영 (大邱 桐華寺 泗溟堂 惟政 眞影) (Portriat of Buddhist Monk Yujeong in Donghwasa Temple, Daegu)                                                                           | 대구 동구 팔공산로201길 41, 동화사 (도학동)                                     | 동화사                         | 2006년 12월 29일 지정                           |      |
| 1506호   |      | 순천 선암사 선각국사 도선 진영 (順天 仙巖寺 先覺國師 道詵 眞影) (Portrait of State Preceptor Seongak in Seonamsa Temple, Suncheon)                                                                   | 전남 순천시 승주읍 선암사길 450, 선암사성보박물관 (죽학리)                      | 선암사                         | 2006년 12월 29일 지정                           |      |
| 1507호   |      | 광주 자운사 목조아미타여래좌상 및 복장유물 (光州 紫雲寺 木造阿彌陀如來坐像 및 腹藏遺物) (Wooden Seated Amitabha Buddha and Excavated Relics of Jaunsa Temple, Gwangju)                               | 광주 동구 지호로106번길 8-8, 자운사 (지산동)                                    | 자운사,송광사 성보박물관       | 2006년 12월 29일 지정                           |      |
| 1508호   |      | 이성윤 위성공신교서 및 관련유물 (李誠胤 衛聖功臣敎書 및 關聯遺物) (Royal Certificate of Meritorious Subject Issued to Yi Seong-yun and Related Relics)                                               | 인천 부평구                                                                     | 이건우, 국립고궁박물관         | 2006년 12월 29일 지정                           |      |

### 2007년 지정
| 번호     | 사진 | 명칭 | 소재지                                                                                | 관리자 (단체)                  | 지정일                                          | 참조 |
| 569-26호 |      | 안중근의사유묵 - 임적선진위장의무 (安重根義士遺墨 - 臨敵先進 爲將義務) (Calligraphy by An Jung-geun)                                                                                          | 경남 창원시 앵곡동 사서함 88-2-6호 해군사관학교박물관                                 | 해군사관학교박물관             | 2007년 10월 24일 지정                           |      |
| 894-2호  |      | 주범망경 (注梵網經) (Annotated Brahmajala Sutra (The Sutra of Brahma's Net)) | 부산 금정구 범어사로 250 (청룡동)                                                     | 범어사                         | 2007년 9월 18일 지정                            |      |
| 1224-2호 |      | 불조삼경 (佛祖三經) (Buljo samgyeong (The Three Sutras)) | 부산 금정구 범어사로 250 (청룡동)                                                     | 범어사                         | 2007년 9월 18일 지정                            |      |
| 1509호   |      | 허목초상 (許穆 肖像) (Portrait of Heo Mok) | 강원 춘천시 우석로 70, 국립춘천박물관 (석사동,국립춘천박물관)                         | 국립춘천박물관                 | 2007년 2월 27일 지정                            |      |
| 1510호   |      | 최익현초상 (崔益鉉 肖像) (Portrait of Choe Ik-hyeon) | 제주 제주시 일주동로 17 (건입동,국립제주박물관)                                       | 국립제주박물관                 | 2007년 2월 27일 지정                            |      |
| 1511호   |      | 국조정토록 (國朝征討錄) (Gukjo jeongtorok (Records of Wars in the Early Joseon Period)) | 경기 성남시 분당구 하오개로 323, 한국학중앙연구원 (운중동)                            | 한국학중앙연구원               | 2007년 4월 20일 지정                            |      |
| 1512호   |      | 20공신회맹축 - 영국공신녹훈후 (二十功臣會盟軸 - 寧國功臣錄勳後) (Isip gongsin hoemaengchuk (Scroll of Oath-taking Rites by 20 Meritorious Subjects))                                          | 경기 성남시 분당구 하오개로 323, 한국학중앙연구원 (운중동)                            | 한국학중앙연구원               | 2007년 4월 20일 지정                            |      |
| 1513호   |      | 20공신회맹축 - 보사공신녹훈후 (二十功臣會盟軸 - 保社功臣錄勳後) (Isip gongsin hoemaengchuk (Scroll of Oath-taking Rites by 20 Meritorious Subjects))                                          | 경기 성남시 분당구 하오개로 323, 한국학중앙연구원 (운중동)                            | 한국학중앙연구원               | 2007년 4월 20일 지정                            |      |
| 1514호   |      | 대방광원각수다라요의경 권상1의1 (大方廣圓覺修多羅了義經 卷上 一之一) (Mahavaipulya purnabudha Sutra (The Complete Enlightenment Sutra), Part 1-1 of Volume 1)                                 | 경기 성남시 분당구 하오개로 323, 한국학중앙연구원 (운중동)                            | 한국학중앙연구원               | 2007년 4월 20일 지정                            |      |
| 1515호   |      | 대불정여래밀인수증요의제보살만행수능엄경 권2, 10 (大佛頂如來密因修證了義諸菩薩萬行首楞嚴經 卷二, 十) (Shurangama Sutra (The Sutra of the Heroic One), Korean Translation, Volumes 2 and 10)   | 경기 성남시 분당구 하오개로 323, 한국학중앙연구원 (운중동)                            | 한국학중앙연구원               | 2007년 4월 20일 지정                            |      |
| 1516호   |      | 김제 귀신사 소조비로자나삼불좌상 (金堤 歸信寺 塑造毘盧遮那三佛坐像) (Clay Seated Vairocana Buddha Triad of Gwisinsa Temple, Gimje)                                                            | 전북 김제시 금산면 청도6길 40, 귀신사 (청도리)                                        | 귀신사                         | 2007년 4월 20일 지정                            |      |
| 1517호   |      | 남원 선국사 건칠아미타여래좌상 및 복장유물 (南原 善國寺 乾漆阿彌陀如來坐像 및 腹藏遺物) (Dry-lacquered Seated Amitabha Buddha and Excavated Relics of Seonguksa Temple, Namwon)               | 전북 남원시 선국사/ 복장유물: 김제시 금산사 성보박물관                                | 선국사                         | 2007년 7월 13일 지정                            |      |
| 1518호   |      | 대방광원각수다라요의경 권1 (大方廣圓覺脩多羅了義經 卷1) (Mahavaipulya purnabudha Sutra (The Complete Enlightenment Sutra), Volume 1)                                                          | 서울 종로구 효자로 12, 국립고궁박물관 (세종로,국립고궁박물관)                         | 국립고궁박물관                 | 2007년 7월 13일 지정                            |      |
| 1518-2호 |      | 대방광원각수다라요의경 (大方廣圓覺脩多羅了義經) (Saddharmapundarika Samadhi (Meditation on the Lotus Stura))                                                                                  | 울산 울주군 언양읍 어음리 342 양덕사                                                  | 양덕사                         | 2015년 4월 22일 지정                            |      |
| 1519호   |      | 묘법연화경삼매참법 권상 (妙法蓮華經三昧懺法 卷上) (Shurangama Sutra (The Sutra of the Heroic One), Volume 1)                                                                                  | 대전 유성구                                                                           | 성현사                         | 2007년 7월 13일 지정                            |      |
| 1520호   |      | 대불정여래밀인수증요의제보살만행수능엄경 권1 (Shurangama Sutra (The Sutra of the Heroic One), Volume 1)                                                                                       | 서울 종로구 효자로 12, 국립고궁박물관 (세종로,국립고궁박물관)                         | 국립고궁박물관                 | 2007년 7월 13일 지정                            |      |
| 1521호   |      | 경국대전 권3 (經國大典 卷三) (大佛頂如來密因修證了義諸菩薩萬行首楞嚴經 卷1) (Gyeongguk daejeon (National Code), Volume 3)                                                                     | 서울 종로구 효자로 12, 국립고궁박물관 (세종로,국립고궁박물관)                         | 국립고궁박물관                 | 2007년 7월 13일 지정                            |      |
| 1522호   |      | 영산회상도 (靈山會上圖) (Painting of the Vulture Peak Assembly) | 부산 서구 구덕로 255, 부민캠퍼스 동아대학교박물관 (부용동2가,동아대학교)              | 동아대학교박물관               | 2007년 7월 13일 지정                            |      |
| 1523호   |      | 경주 불국사 석조 (慶州 佛國寺 石槽) (Stone Basin of Bulguksa Temple, Gyeongju) | 경북 경주시 진현동 13-5                                                               | 불국사                         | 2007년 9월 11일 지정, 2010년 12월 27일 명칭변경 |      |
| 1524호   |      | 서울 이윤탁 한글영비 (서울 李允濯 한글靈碑) (Epitaph of Yi Yun-tak Written in Hangeul (Korean Alphabet), Seoul)                                                                               | 서울 노원구 하계동 12번지                                                             | 성주이씨문경공파정자공문중     | 2007년 9월 18일 지정, 2010년 12월 27일 명칭변경 |      |
| 1525호   |      | 금장요집경 권1~2 (金藏要集經 卷一~二) (Geumjang yojipgyeong (Collection of the Essentials of Sutras), Volumes 1 and 2)                                                                        | 부산 금정구 범어사로 250 (청룡동)                                                     | 범어사                         | 2007년 9월 18일 지정                            |      |
| 1526호   |      | 부산 범어사 목조석가여래삼존좌상 (釜山 梵魚寺 木造釋迦如來三尊坐像) (Wooden Seated Sakyamuni Buddha Triad of Beomeosa Temple, Busan)                                                          | 부산 금정구 범어사로 250 (청룡동)                                                     | 범어사                         | 2007년 9월 18일 지정                            |      |
| 1527호   |      | 충주백운암철조여래좌상 (忠州白雲庵鐵造如來坐像) (Iron Seated Buddha at Baegunam Hermitage, Chungju)                                                                                           | 충북 충주시 엄정면 내창로 617-80, 백운암 (괴동리)                                     | 백운암                         | 2007년 10월 24일 지정                           |      |
| 1528호   |      | 초조본사두간진일태자이십팔수경 (初雕本 舍頭諫晉日太子二十八宿經) (Sadugan Jiniltaeja isippalsugyeong, the First Tripitaka Koreana Edition)                                                    | 서울 서대문구 연세로 50, 중앙도서관 (신촌동,연세대학교)                               | 연세대학교중앙도서관           | 2007년 10월 24일 지정                           |      |
| 1529호   |      | 초조본 잡아비담심론 권9 (初雕本 雜我毘曇心論 卷九) (Abhidharma sara prakirnaka Sastra (Heart of Scholasticism), the First Tripitaka Koreana Edition, Volume 9)                                | 서울 서대문구 연세로 50, 중앙도서관 (신촌동,연세대학교)                               | 연세대학교중앙도서관           | 2007년 10월 24일 지정                           |      |
| 1530호   |      | 초조본수용삼수요행법 (初雕本 受用三水要行法) (Suyong samsu yohaengbeop (Essential Actions for the Use of Water), the First Tripitaka Koreana Edition)                                         | 서울 서대문구 연세로 50, 연세대학교중앙도서관 (신촌동,연세대학교)                     | 연세대학교중앙도서관           | 2007년 10월 24일 지정                           |      |
| 1531호   |      | 영조 기로연·수작연도 병풍 (英祖 耆老宴·受爵宴圖 屛風) (Folding Screen of Giroyeondo and Sujagyeondo (Gathering of Elders and Celebration for Granting Titles of Nobility Under King Yeongjo)) | 서울 종로구 새문안로 55, 서울역사박물관 (신문로2가,서울역사박물관)                    | 서울역사박물관                 | 2007년 10월 24일 지정                           |      |
| 1532호   |      | 여주 효종 영릉재실 (驪州 孝宗 寧陵齋室) (Tomb Keeper's House at Nyeongneung Royal Tomb, Yeoju)                                                                                                | 경기 여주군 능서면 왕대리 산83-1                                                      | 세종대왕유적관리소             | 2007년 11월 29일 지정                           |      |
| 1533호   |      | 해동팔도봉화산악지도 (海東八道烽火山岳地圖) (Haedong paldo bonghwa sanak jido (Map of Beacon Mounds in the Eight Provinces of Korea))                                                         | 서울 성북구 안암로 145, 중앙도서관 (안암동5가,고려대학교안암캠퍼스(인문사회계))       | 고려대학교 중앙도서관          | 2007년 12월 31일 지정                           |      |
| 1534호   |      | 서궐도안 (西闕圖案) (Seogwoldoan (Plan of the Western Palace)) | 서울 성북구 안암로 145, 고려대학교박물관 (안암동5가,고려대학교안암캠퍼스(인문사회계)) | 고려대학교박물관               | 2007년 12월 31일 지정                           |      |
| 1535호   |      | 숙빈최씨 소령원도 (淑嬪崔氏 昭寧園圖) (Soryeongwondo (Tomb of the Royal Lady Choe)) | 경기 성남시 분당구 하오개로 323, 한국학중앙연구원 (운중동)                            | 한국학중앙연구원               | 2007년 12월 31일 지정                           |      |
| 1536호   |      | 월중도 (越中圖) (Woljungdo (Scenes of Yeongwol)) | 경기 성남시 분당구 하오개로 323 (운중동, 한국학중앙연구원)                            | 한국학중앙연구원               | 2007년 12월 31일 지정                           |      |
| 1537-1호 |      | 서북피아양계만리일람지도 (西北彼我兩界萬里一覽之圖) (Seobuk pia yanggye malli illam jido (Comprehensive Map for Defense of West and North Border))                                            | 서울 서초구 반포대로 201 국립중앙도서관                                               | 국립중앙도서관                 | 2007년 12월 31일 지정                           |      |
| 1537-2호 |      | 서북피아양계만리일람지도 (西北彼我兩界萬里一覽之圖) (Seobuk pia yanggye malli illam jido (Comprehensive Map for Defense of West and North Border))                                            | 서울 관악구 관악로 1,103호 동 서울대학교 규장각한국학연구원 (신림동,서울대학교)       | 서울대학교 규장각 한국학연구원 | 2008년 12월 22일 지정                           |      |
| 1538호   |      | 동국대지도 (東國大地圖) (Dongguk daejido (Great Map of the Eastern State)) | 서울 용산구 서빙고로 137, 국립중앙박물관 (용산동6가)                                  | 국립중앙박물관                 | 2007년 12월 31일 지정                           |      |
| 1539호   |      | 봉래유묵 (蓬萊遺墨) (Bongnae yumuk (Calligraphy by Yang Sa-eon)) | 서울 서대문구 연세로 50, 연세대학교중앙도서관 (신촌동,연세대학교)                     | 연세대학교중앙도서관           | 2007년 12월 31일 지정                           |      |
| 1540호   |      | 청자 표주박모양 주전자 (靑磁 瓢形 注子) (Celadon Gourd-shaped Ewer) | 서울 관악구 남부순환로152길 53, 호림박물관 (신림동,호림박물관)                        | 호림박물관                     | 2007년 12월 31일 지정                           |      |
| 1541호   |      | 분청사기 상감모란양류문 병 (粉靑沙器 象嵌牡丹楊柳文 甁) (Buncheong Bottle with Inlaid Peony and Willow Design)                                                                                | 서울 관악구 남부순환로152길 53, 호림박물관 (신림동,호림박물관)                        | 호림박물관                     | 2007년 12월 31일 지정                           |      |

### 2008년 지정
| 번호      | 사진               | 명칭 | 소재지                                                                            | 관리자 (단체)                  | 지정일                                                        | 참조 |
| 850-3호   |                    | 대동여지도 신유본 (大東輿地圖) (Daedong yeojido (Map of the Great East)) | 서울 관악구 관악로 1,103호 동 서울대학교 규장각한국학연구원 (신림동,서울대학교)   | 서울대학교 규장각 한국학연구원 | 2008년 12월 22일 지정                                         |      |
| 1147-2호  |                    | 묘법연화경 권1~2 (妙法蓮華經 卷一~二) (Saddharmapundarika Sutra (The Lotus Sutra), Volumes 1 and 2) | 충남 예산군 덕산면 사천리 20 수덕사                                               | 수덕사 성보박물관              | 2008년 3월 12일 지정                                          |      |
| 1219-2호  |                    | 대방광원각수다라요의경 권상2의2, 권하3의1~3의2 (大方廣圓覺脩多羅了義經 卷上二之二, 卷下三之一~三之二) (Mahavaipulya purnabudha Sutra (The Complete Enlightenment Sutra), Part 2-2 of Volume 2 and Part 3-1 to 3-2 of Volume 2)   | 서울 종로구 효자로 12, 국립고궁박물관 (세종로,국립고궁박물관)                     | 국립고궁박물관                 | 2008년 6월 27일 지정                                          |      |
| 1358-2호  |                    | 동여도 (東輿圖) (Dongyeodo (Atlas of the Eastern State)) | 서울 관악구 관악로 1,103호 동 서울대학교 규장각한국학연구원 (신림동,서울대학교)   | 서울대학교 규장각 한국학연구원 | 2008년 12월 22일 지정                                         |      |
| 1542호    |                    | 요계관방지도 (遼薊關防地圖) (Yogye gwanbang jido (Borderland Map of Liaodong and Beijing)) | 서울 관악구 관악로 1,103호 동 서울대학교 규장각한국학연구원 (신림동,서울대학교)   | 서울대학교 규장각 한국학연구원 | 2008년 3월 12일 지정                                          |      |
| 1543-1호  |                    | 상교정본자비도량참법 권9~10 (詳校正本慈悲道場懺法 卷九~十) (Jabi doryang chambeop (Repentance Ritual of the Great Compassion), Revised Version, Volumes 9 and 10)                                                                | 충남 예산군 덕산면 사천리 20 수덕사                                               | 수덕사 성보박물관              | 2008년 3월 12일 지정, 2019년 1월 3일 번호 변경                |      |
| 1543-2호  |                    | 상교정본자비도량참법 권5 (詳校正本慈悲道場懺法卷五) (Jabi doryang chambeop (Repentance Ritual of the Great Compassion), Revised Version, Volumes 5)                                                                              | 경기 부천시 소사구 마니로 24번길                                                  | 대한불교조계종 만불선원        | 2019년 1월 3일 지정                                           |      |
| 1544호    |                    | 나주 심향사 건칠아미타여래좌상 (羅州 尋香寺 乾漆 阿彌陀如來坐像) (Dry-lacquered Seated Amitabha Buddha of Simhyangsa Temple, Naju)                                                                                               | 전남 나주시 건재로 41-1, 심향사 (대호동)                                          | 심향사                         | 2008년 3월 12일 지정                                          |      |
| 1545호    |                    | 나주불회사건칠비로자나불좌상 (羅州 佛會寺 乾漆 毘盧遮那佛坐像) (Dry-lacquered Seated Vairocana Buddha of Bulhoesa Temple, Naju)                                                                                                  | 전남 나주시 다도면 다도로 1224-142, 불회사 (마산리)                               | 불회사                         | 2008년 3월 12일 지정                                          |      |
| 1546호    |                    | 구례 천은사 금동불감 (求禮 泉隱寺 金銅佛龕) (Portable Shrine of Gilt-bronze Buddhas at Cheoneunsa Temple, Gurye) | 전남 구례군 광의면 노고단로 209, 천은사 (방광리)                                  | 천은사                         | 2008년 3월 12일 지정                                          |      |
| 1547호    |                    | 해남 대흥사 금동관음보살좌상 (海南 大興寺 金銅觀音菩薩坐像) (Gilt-bronze Seated Avalokitesvara Bodhisattva of Daeheungsa Temple, Haenam)                                                                                         | 전남 해남군 삼산면 대흥사길 400, 대흥사 (구림리)                                  | 대흥사                         | 2008년 3월 12일 지정                                          |      |
| 1548호    |                    | 구례화엄사목조비로자나삼신불좌상 (求禮 華嚴寺 木造毘盧遮那三身佛坐像) (Wooden Seated Vairocana Buddha Triad of Hwaeomsa Temple, Gurye)                                                                                           | 전남 구례군 마산면 화엄사로 539, 화엄사 (황전리)                                  | 화엄사                         | 2008년 3월 12일 지정 2021년 6월 23일 지정 해제 (국보 제336호) |      |
| 1549호    |                    | 순천 송광사 목조석가여래삼존상 및 소조16나한상 일괄 (順天 松廣寺 木造釋迦如來三尊像 및 塑造十六羅漢像 一括) (Wooden Sakyamuni Buddha Triad and Clay Sixteen Arhats of Songgwangsa Temple, Suncheon)                              | 전남 순천시 송광면 송광사안길 100, 송광사 (신평리)                                | 송광사                         | 2008년 3월 12일 지정                                          |      |
| 1550호    |                    | 여수 흥국사 목조석가여래삼존상 (麗水 興國寺 木造釋迦如來三尊像) (Wooden Sakyamuni Buddha Triad of Heungguksa Temple, Yeosu) | 전남 여수시 중흥동 산 17 흥국사                                                   | 흥국사                         | 2008년 3월 12일 지정                                          |      |
| 1551호    |                    | 진천 영수사 영산회괘불탱 (鎭川 靈水寺 靈山會掛佛幀) (Hanging Painting of Yeongsusa Temple, Jincheon (The Vulture Peak Assembly))                                                                                                 | 충북 진천군 초평면 영구리 산542 영수사                                            | 영수사                         | 2008년 3월 12일 지정                                          |      |
| 1552호    |                    | 해남 대흥사 영산회괘불탱 (海南 大興寺 靈山會掛佛幀) (Hanging Painting of Daeheungsa Temple, Haenam (The Vulture Peak Assembly))                                                                                                  | 전남 해남군 삼산면 대흥사길 400, 대흥사 (구림리)                                  | 대흥사                         | 2008년 3월 12일 지정                                          |      |
| 1553호    |                    | 순천 선암사 서부도암감로왕도 (順天 仙巖寺 西浮屠庵 甘露王圖) (Buddhist Painting of Seonamsa Temple, Suncheon (The King of Sweet Dew))                                                                                            | 전남 순천시 승주읍 선암사길 450, 선암사성보박물관 (죽학리)                        | 선암사                         | 2008년 3월 12일 지정                                          |      |
| 1554호    |                    | 순천 선암사 33조사도 (順天 仙巖寺 三十三祖師圖) (Buddhist Painting of Seonamsa Temple, Suncheon (Thirty Three Patriarchs)) | 전남 순천시 승주읍 선암사길 450, 선암사성보박물관 (죽학리)                        | 선암사                         | 2008년 3월 12일 지정                                          |      |
| 1555호    |                    | 담양 용흥사동종 (潭陽 龍興寺 銅鍾) (Bronze Bell of Yongheungsa Temple, Damyang) | 전남 담양군 월산면 용흥사길 442, 용흥사 (용흥리)                                  | 용흥사                         | 2008년 3월 12일 지정                                          |      |
| 1556호    |                    | 여수 흥국사 동종 (麗水 興國寺 銅鍾) (Bronze Bell of Heungguksa Temple, Yeosu) | 전남 여수시 중흥동 산 17 흥국사                                                   | 흥국사                         | 2008년 3월 12일 지정                                          |      |
| 1557호    |                    | 고흥 능가사 동종 (高興 楞伽寺 銅鍾) (Bronze Bell of Neunggasa Temple, Goheung) | 전남 고흥군 점암면 성기리 37 능가사                                               | 능가사                         | 2008년 3월 12일 지정                                          |      |
| 1558호    |                    | 순천 선암사 동종 (順天 仙巖寺 銅鍾) (Bronze Bell of Seonamsa Temple, Suncheon) | 전남 순천시 승주읍 선암사길 450, 선암사 (죽학리)                                  | 선암사                         | 2008년 3월 12일 지정                                          |      |
| 1559호    |                    | 감지은니대방광불화엄경 (紺紙銀泥大方廣佛華嚴經) (Transcription of Avatamsaka Sutra (The Flower Garland Sutra) in Silver on Indigo Paper)                                                                                         | 서울 용산구                                                                       | 아모레퍼시픽 미술관            | 2008년 4월 22일 지정                                          |      |
| 1560호    |                    | 도성도 (都城圖) (Doseongdo (Map of the Capital)) | 서울 관악구 관악로 1,103호 동 서울대학교 규장각한국학연구원 (신림동,서울대학교)   | 서울대학교 규장각 한국학연구원 | 2008년 4월 22일 지정                                          |      |
| 1561호    |                    | 순천 선암사 동종 (順天 仙巖寺 銅鍾) (Bronze Bell of Seonamsa Temple, Suncheon) | 전남 순천시 승주읍 선암사길 450, 선암사 성보박물관 (죽학리)                       | 선암사                         | 2008년 4월 22일 지정                                          |      |
| 1562호    |                    | 영주 부석사 오불회 괘불탱 (榮州 浮石寺 五佛會 掛佛幀) (Hanging Painting of Buseoksa Temple, Yeongju (Five Buddhas)) | 경북 영주시 부석면 북지리 148 부석사                                              | 부석사                         | 2008년 4월 22일 지정                                          |      |
| 1563호    |                    | 대구 동화사 대웅전 (大邱 桐華寺 大雄殿) (Daeungjeon Hall of Donghwasa Temple, Daegu) | 대구 동구 팔공산로201길 41 (도학동)                                               | 동화사                         | 2008년 4월 28일 지정                                          |      |
| 1564-1호  |                    | 이순신 선무공신교서 (李蕣臣 宣武功臣敎書) (Royal Certificate of Meritorious Subject Issued to Yi Sun-sin) | 충남 아산시 염치읍 현충사길 130 현충사관리소                                      | 현충사관리소                   | 2008년 6월 27일 지정                                          |      |
| 1564-2호  |                    | 이순신 등 선유호상교서 (李舜臣 等 宣諭犒賞敎書) (Documents Related to Yi Sun-sin) | 충남 아산시 염치읍 현충사길 130 현충사관리소                                      | 현충사관리소                   | 2011년 4월 27일 지정                                          |      |
| 1564-3호  |                    | 이순신 사명훈유교서 (李舜臣 使命訓諭敎書) (Documents Related to Yi Sun-sin) | 충남 아산시 염치읍 현충사길 130 현충사관리소                                      | 현충사관리소                   | 2011년 4월 27일 지정                                          |      |
| 1564-4호  |                    | 이순신 유서 (李舜臣 諭書) (Documents Related to Yi Sun-sin) | 충남 아산시 염치읍 현충사길 130 현충사관리소                                      | 현충사관리소                   | 2011년 4월 27일 지정                                          |      |
| 1564-5호  |                    | 이순신 유서 (李舜臣 諭書) (Documents Related to Yi Sun-sin) | 충남 아산시 염치읍 현충사길 130 현충사관리소                                      | 현충사관리소                   | 2011년 4월 27일 지정                                          |      |
| 1564-6호  |                    | 이순신 유서 (李舜臣 諭書) (Documents Related to Yi Sun-sin) | 충남 아산시 염치읍 현충사길 130 현충사관리소                                      | 현충사관리소                   | 2011년 4월 27일 지정                                          |      |
| 1564-7호  |                    | 이순신 무과홍패 (李舜臣 武科紅牌) (Documents Related to Yi Sun-sin) | 충남 아산시 염치읍 현충사길 130 현충사관리소                                      | 현충사관리소                   | 2011년 4월 27일 지정                                          |      |
| 1564-8호  |                    | 이순신처 방씨 고신교지 (李舜臣妻 方氏 告身敎旨) (Documents Related to Yi Sun-sin) | 충남 아산시 염치읍 현충사길 130 현충사관리소                                      | 현충사관리소                   | 2011년 4월 27일 지정                                          |      |
| 1564-9호  |                    | 이순신처 방씨 고신교지 (李舜臣妻 方氏 告身敎旨) (Documents Related to Yi Sun-sin) | 충남 아산시 염치읍 현충사길 130 현충사관리소                                      | 현충사관리소                   | 2011년 4월 27일 지정                                          |      |
| 1564-10호 |                    | 이순신 증직교지 (李舜臣 贈職敎旨) (Documents Related to Yi Sun-sin) | 충남 아산시 염치읍 현충사길 130 현충사관리소                                      | 현충사관리소                   | 2011년 4월 27일 지정                                          |      |
| 1564-11호 |                    | 이순신 사패교지 (李舜臣 賜牌敎旨) (Documents Related to Yi Sun-sin) | 충남 아산시 염치읍 현충사길 130 현충사관리소                                      | 현충사관리소                   | 2011년 4월 27일 지정                                          |      |
| 1564-12호 |                    | 이순신 증시교지 (李舜臣 贈諡敎旨) (Documents Related to Yi Sun-sin) | 충남 아산시 염치읍 현충사길 130 현충사관리소                                      | 현충사관리소                   | 2011년 4월 27일 지정                                          |      |
| 1564-13호 |                    | 이순신 유지 (李舜臣 有旨) (Documents Related to Yi Sun-sin) | 충남 아산시 염치읍 현충사길 130 현충사관리소                                      | 현충사관리소                   | 2011년 4월 27일 지정                                          |      |
| 1564-14호 |                    | 이순신 별급문기 (李舜臣 別給文記) (Documents Related to Yi Sun-sin) | 충남 아산시 염치읍 현충사길 130 현충사관리소                                      | 현충사관리소                   | 2011년 4월 27일 지정                                          |      |
| 1564-15호 |                    | 사패교지 (賜牌敎旨) (Documents Related to Yi Sun-sin) | 충남 아산시 염치읍 현충사길 126 충무공 이순신 기념관                              | 현충사                         | 2012년 2월 22일 지정                                          |      |
| 1564-16호 |                    | 증직교지 (贈職敎旨) (Documents Related to Yi Sun-sin) | 충남 아산시 염치읍 현충사길 126 충무공 이순신 기념관                              | 현충사                         | 2012년 2월 22일 지정                                          |      |
| 1565호    |                    | 부여 무량사 소조아미타여래삼존좌상 (扶餘無量寺塑造阿彌陀如來三尊坐像) (Clay Seated Amitabha Buddha Triad of Muryangsa Temple, Buyeo)                                                                                             | 충남 부여군 외산면 무량로 203, 무량사 (만수리)                                    | 무량사                         | 2008년 6월 27일 지정                                          |      |
| 1566호    |                    | 여수 흥국사 목조지장보살삼존상·시왕상 일괄 및 복장유물 (麗水 興國寺 木造地藏菩薩三尊像·十王像 一括 및 腹藏遺物) (Wooden Ksitigarbha Bodhisattva Triad and Ten Underworld Kings and Excavated Relics of Heungguksa Temple, Yeosu) | 전남 여수시 흥국사길 160(중흥동) 흥국사 무사전                                    | 흥국사                         | 2008년 6월 27일 지정                                          |      |
| 1567호    |                    | 지장보살본원경 (地藏菩薩本願經) (Ksitigarbha pranidhana Sutra (Great Vows of Ksitigarbha Bodhisattva)) | 서울 종로구 효자로 12, 국립고궁박물관 (세종로,국립고궁박물관)                     | 국립고궁박물관                 | 2008년 6월 27일 지정                                          |      |
| 1568호    |                    | 상주 양진당 (尙州 養眞堂) (Yangjindang House, Sangju) | 경북 상주시 낙동면 양진당길 27-4 (승곡리)                                         | 풍양조씨 장천파 문중           | 2008년 7월 10일 지정                                          |      |
| 1569호    |                    | 논산 돈암서원 응도당 (論山 遯岩書院 凝道堂) (Eungdodang Lecture Hall of Donamseowon Confucian Academy, Nonsan) | 충남 논산시 연산면 임리 72                                                        | 돈암서원                       | 2008년 7월 10일 지정                                          |      |
| 1570호    |                    | 청송 대전사 보광전 (靑松 大典寺 普光殿) (Bogwangjeon Hall of Daejeonsa Temple, Cheongsong) | 경북 청송군 주왕산면 공원길 226 (상의리)                                          | 대전사                         | 2008년 7월 28일 지정                                          |      |
| 1571호    |                    | 안동 보광사 목조관음보살좌상 및 복장유물 (安東 普光寺 木造觀音菩薩坐像 및 腹藏遺物) (Wooden Seated Avalokitesvara Bodhisattva and Excavated Relics of Bogwangsa Temple, Andong)                                                  | 경북 안동시 도산면 서부2리 산50-7 보광사                                          | 보광사                         | 2008년 8월 28일 지정                                          |      |
| 1572호    |                    | 서산 문수사 금동여래좌상 복장유물 (瑞山 文殊寺 金銅如來坐像 腹藏遺物) (Excavated Relics from the Gilt-bronze Seated Buddha of Munsusa Temple, Seosan)                                                                            | 충남 예산군 덕산면 사천리 20 수덕사                                               | 수덕사 성보박물관              | 2008년 8월 28일 지정                                          |      |
| 1573호    |                    | 청자 양각연판문 접시 (靑磁 陽刻蓮瓣文 楪匙) (Celadon Dish with Lotus Design in Relief) | 경기 이천시                                                                       | 해강도자 미술관                | 2008년 8월 28일 지정                                          |      |
| 1574호    |                    | 문경 봉암사 극락전 (聞慶 鳳巖寺 極樂殿) (Geungnakjeon Hall of Bongamsa Temple, Mungyeong) | 경북 문경시 가은읍 원북길 313 (원북리)                                            | 봉암사                         | 2008년 9월 3일 지정                                           |      |
| 1575호    |                    | 성주향교 대성전 및 명륜당 (星州鄕校 大成殿 및 明倫堂) (Daeseongjeon Shrine and Myeongnyundang Lecture Hall of Seongjuhyanggyo Local Confucian School)                                                                            | 경북 성주군 성주읍 예산2길 36-12 (예산리)                                         | 성주향교                       | 2008년 9월 3일 지정                                           |      |
| 1576호    |                    | 김천 직지사 대웅전 (金泉 直指寺 大雄殿) (Daeungjeon Hall of Jikjisa Temple, Gimcheon) | 경북 김천시 대항면 북암길 89 (운수리)                                             | 직지사                         | 2008년 9월 3일 지정                                           |      |
| 1577호    |                    | 증급유방 (拯急遺方) (Jeunggeup yubang (Collection of Prescriptions for Emergency Treatment)) | 경기 용인시 기흥구 상갈로 6, 경기도박물관 (상갈동)                                | 경기도박물관                   | 2008년 10월 17일 지정                                         |      |
| 1578호    |                    | 전주 경기전 정전 (全州 慶基殿 正殿) (Main Hall of Gyeonggijeon Shrine, Jeonju) | 전북 전주시 완산구 풍남동 3가 102번지                                             | 전주시                         | 2008년 12월 1일 지정                                          |      |
| 1579호    |                    | 초조본성지세다라니경 (初雕本聖持世陀羅 尼經) (Seongjise daranigyeong, the First Tripitaka Koreana Edition) | 경기 용인시 기흥구 상갈로 6, 경기도박물관 (상갈동)                                | 경기도박물관                   | 2008년 12월 22일 지정                                         |      |
| 1580호    |                    | 서울 수국사 목조아미타여래좌상 및 복장유물 (서울 守國寺 木造阿彌陀如來坐像 및 腹藏遺物) (Wooden Seated Amitabha Buddha and Excavated Relics of Suguksa Temple, Seoul)                                                            | 서울 은평구 서오릉로23길 8-5, 수국사 (구산동)                                     | 수국사                         | 2008년 12월 22일 지정                                         |      |
| 1581호    |                    | 대동여지도목판 (大東輿地圖木板) (Printing Woodblocks of Daedong yeojido (Map of the Great East)) | 서울 용산구 서빙고로 137, 국립중앙박물관 (용산동6가)                              | 국립중앙박물관                 | 2008년 12월 22일 지정                                         |      |
| 1582호    |                    | 청구관해방총도 (靑丘關海方摠圖) (Cheonggugwan haebang chongdo (Comprehensive Map of Land and Sea Borders of Korea)) | 서울 용산구 서빙고로 137, 국립중앙박물관 (용산동6가)                              | 국립중앙박물관                 | 2008년 12월 22일 지정                                         |      |
| 1583호    |                    | 함경도전도 (咸鏡道全圖) (Hamgyeong-do jeondo (Atlas of Hamgyeong-do)) | 서울 관악구 관악로 1,103호 동 서울대학교 규장각한국학연구원 (신림동,서울대학교)   | 서울대학교 규장각 한국학연구원 | 2008년 12월 22일 지정                                         |      |
| 1584호    |                    | 해서지도 (海西地圖) (Haeseo jido (Atlas of Hwanghae-do)) | 서울 관악구 관악로 1,103호 동 서울대학교 규장각한국학연구원 (신림동,서울대학교)   | 서울대학교 규장각 한국학연구원 | 2008년 12월 22일 지정                                         |      |
| 1585호    |                    | 영남지도 (嶺南地圖) (Yeongnam jido (Atlas of Gyeonsang-do)) | 서울 관악구 관악로 1,103호 동 서울대학교 규장각한국학연구원 (신림동,서울대학교)   | 서울대학교 규장각 한국학연구원 | 2008년 12월 22일 지정                                         |      |
| 1586호    |                    | 전주지도 (全州地圖) (Jeonju jido (Map of Jeonju)) | 서울 관악구 관악로 1,103호 동 서울대학교 규장각한국학연구원 (신림동,서울대학교)   | 서울대학교 규장각 한국학연구원 | 2008년 12월 22일 지정                                         |      |
| 1587호    |                    | 조선지도 (朝鮮地圖) (Joseon jido (Atlas of Korea)) | 서울 관악구 관악로 1,103호 동 서울대학교 규장각한국학연구원동 (신림동,서울대학교) | 서울대학교 규장각 한국학연구원 | 2008년 12월 22일 지정                                         |      |
| 1588호    |                    | 호남지도 (湖南地圖) (Honam jido (Atlas of Jeolla-do)) | 서울 관악구 관악로 1,103호 동 서울대학교 규장각한국학연구원 (신림동,서울대학교)   | 서울대학교 규장각 한국학연구원 | 2008년 12월 22일 지정                                         |      |
| 1589호    |                    | 호서지도 (湖西地圖) (Hoseo jido (Atlas of Chungcheong-do)) | 서울 관악구 관악로 1,103호 동 서울대학교 규장각한국학연구원 (신림동,서울대학교)   | 서울대학교 규장각 한국학연구원 | 2008년 12월 22일 지정                                         |      |
| 1590호    |                    | 화동고지도 (華東古地圖) (Hwadong gojido (Old Map of China and Korea)) | 서울 관악구 관악로 1,103호 동 서울대학교 규장각한국학연구원 (신림동,서울대학교)   | 서울대학교 규장각 한국학연구원 | 2008년 12월 22일 지정                                         |      |
| 1591호    |                    | 해동지도 (海東地圖) (Haedong jido (Atlas of Korea)) | 서울 관악구 관악로 1,103호 동 서울대학교 규장각한국학연구원 (신림동,서울대학교)   | 서울대학교 규장각 한국학연구원 | 2008년 12월 22일 지정                                         |      |
| 1592호    |                    | 여지도 (輿地圖) (Yeojido (Atlas of Korea)) | 서울 관악구 관악로 1,103호 동 서울대학교 규장각한국학연구원 (신림동,서울대학교)   | 서울대학교 규장각 한국학연구원 | 2008년 12월 22일 지정                                         |      |
| 1593호    |                    | 해동여지도 (海東輿地圖) (Haedong yeojido (Atlas of Korea)) | 서울 서초구 반포대로 201, 국립중앙도서관 (반포동,국립중앙도서관)                  | 국립중앙도서관                 | 2008년 12월 22일 지정                                         |      |
| 1594-1호  |                    | 청구도 (靑邱圖) (Cheonggudo (Map of Korea)) | 서울 서초구 반포대로 201, 국립중앙도서관 (반포동,국립중앙도서관)                  | 국립중앙도서관                 | 2008년 12월 22일 지정                                         |      |
| 1594-2호  |                    | 청구도 (靑邱圖) (Cheonggudo (Map of Korea)) | 경북 경산시 와촌면 대동로 280 영남대학교 도서관                                   | 영남대학교 도서관              | 2008년 12월 22일 지정                                         |      |
| 1594-3호  |                    | 청구도 (靑邱圖) (Cheonggudo (Map of Korea)) | 서울 성북구 안암로 145, 중앙도서관 (안암동5가,고려대학교안암캠퍼스(인문사회계))   | 고려대학교 중앙도서관          | 2009년 4월 22일 지정                                          |      |
| 1595-1호  | 진헌마정색도       | 목장지도 (牧場地圖) (Mokjang jido (Maps of Ranches)) | 서울 서초구 반포대로 201, 국립중앙도서관 (반포동,국립중앙도서관)                  | 국립중앙도서관                 | 2008년 12월 22일 지정                                         |      |
| 1595-2호  |                    | 목장지도 (牧場地圖) (Mokjang jido (Maps of Ranches)) | 부산 금정구 부산대학로63번길 2-1, 부산대학교도서관 (장전동,달마사)                | 부산대학교 도서관              | 2008년 12월 22일 지정                                         |      |
| 1596호    |                    | 동여비고 (東輿備攷) (Dongyeo bigo (Reference Atlas of Korea)) | 경남 양산시                                                                       | 김찬호                         | 2008년 12월 22일 지정                                         |      |
| 1597호    |                    | 아국여지도 (俄國輿地圖) (Aguk yeojido (Map of the Russia-Korea Borderland)) | 경기 성남시 분당구 하오개로 323, 한국학중앙연구원 (운중동)                        | 한국학중앙연구원               | 2008년 12월 22일 지정                                         |      |
| 1598호    |                    | 함경도·경기도·강원도 지도 (咸鏡道·京畿道·江原道 地圖) (Hamgyeong-do, Gyeonggi-do, Gangwon-do jido (Maps of Hamgyeong-do, Gyeonggi-do, and Gangwon-do))                                                                           | 경기 용인시 기흥구 덕영대로 1732, 혜정박물관 (서천동,경희대학교국제캠퍼스)        | 경희대학교 혜정박물관          | 2008년 12월 22일 지정                                         |      |
| 1599호    |                    | 경상총여도 (慶尙摠輿圖) (Gyeongsang chongyeodo (Comprehensive Map of Gyeongsang-do)) | 부산 남구                                                                         | 신성수                         | 2008년 12월 22일 지정                                         |      |
| 1600호    |                    | 진주성도 (晉州城圖) (Folding Screen of Jinjuseongdo (Jinjuseong Fortress)) | 대구 달서구 달구벌대로 1095, 행소박물관 (신당동,계명대학교성서캠퍼스)             | 계명대학교 행소박물관          | 2008년 12월 22일 지정                                         |      |
| 1601호    |                    | 천하여지도 (天下輿地圖) (Cheonha yeojido (Map of the World)) | 서울 종로구 새문안로 55, 서울역사박물관 (신문로2가,서울역사박물관)                | 서울역사박물관                 | 2008년 12월 22일 지정                                         |      |
| 1602호    | 조선팔도고금총람도 | 조선팔도고금총람도 (朝鮮八道古今總攬圖) (Joseon paldo gogeum chongnamdo (Comprehensive Map of the Eight Provinces of Korea of Past and Present))                                                                                 | 서울 종로구 새문안로 55, 서울역사박물관 (신문로2가,서울역사박물관)                | 서울역사박물관                 | 2008년 12월 22일 지정                                         |      |

### 2009년 지정
| 번호     | 사진                                           | 명칭 | 소재지                                                             | 관리자 (단체)  | 지정일                | 참조 |
| 1603호   |                                                | 대불정여래밀인수증요의제보살만행수능엄경 (大佛頂如來密因修證了義諸菩薩萬行首楞嚴經) (Shurangama Sutra (The Sutra of the Heroic One))                                         | 서울 종로구 새문안로 55, 서울역사박물관 (신문로2가,서울역사박물관) | 서울역사박물관 | 2009년 2월 23일 지정  |      |
| 1604호   |                                                | 영천 은해사 청동북 및 북걸이 (永川 銀海寺 靑銅金鼓 및 金鼓虡) (Bronze Gong and Rack of Eunhaesa Temple, Yeongcheon)                                                          | 경북 영천시 청통면 청통로 951, 은해사 (치일리)                     | 은해사         | 2009년 2월 23일 지정  |      |
| 1605호   |                                                | 칠곡 송림사 목조석가여래삼존좌상 (漆谷 松林寺 木造釋迦如來三尊坐像) (Wooden Seated Sakyamuni Buddha Triad of Songnimsa Temple, Chilgok)                                      | 경북 칠곡군 동명면 송림길 73, 송림사 (구덕리)                      | 송림사         | 2009년 2월 23일 지정  |      |
| 1606호   |                                                | 칠곡 송림사 석조아미타여래삼존좌상 (漆谷 松林寺 石造阿彌陀如來三尊坐像) (Stone Seated Amitabha Buddha Triad of Songnimsa Temple, Chilgok)                                    | 경북 칠곡군 동명면 송림길 73, 송림사 (구덕리)                      | 송림사         | 2009년 2월 23일 지정  |      |
| 1607호   |                                                | 대구 동화사 목조약사여래좌상 복장전적 (大邱 桐華寺 木造藥師如來坐像 腹藏典籍) (Excavated Documents from the Wooden Seated Bhaisajyaguru Buddha of Donghwasa Temple, Daegu)   | 대구 동구 팔공산로201길 41, 동화사 (도학동)                        | 동화사         | 2009년 2월 23일 지정  |      |
| 1608호   |                                                | 성주 선석사 영산회 괘불탱 (星州 禪石寺 靈山會 掛佛幀) (Hanging Painting of Seonseoksa Temple, Seongju (The Vulture Peak Assembly))                                           | 경북 성주군 월항면 세종대왕자태실로 616-33, 선석사 (인촌리)        | 선석사         | 2009년 2월 23일 지정  |      |
| 1609호   |                                                | 포항 보경사 괘불탱 (浦項 寶鏡寺 掛佛幀)) (Hanging Painting of Bogyeongsa Temple, Pohang)                                                                                     | 경북 포항시 북구 송라면 622번지 보경사                             | 보경사         | 2009년 2월 23일 지정  |      |
| 1610호   |                                                | 대구 동화사 아미타회상도 (大邱 桐華寺 阿彌陀會上圖) (Buddhist Painting of Donghwasa Temple, Daegu (Amitabha Buddha))                                                         | 대구 동구 팔공산로201길 41, 동화사 (도학동)                        | 동화사         | 2009년 2월 23일 지정  |      |
| 1611호   |                                                | 경주 기림사 비로자나삼불회도 (慶州 祇林寺 毘盧遮那三佛會圖) (Buddhist Painting of Girimsa Temple, Gyeongju (Vairocana Buddha Triad))                                         | 경북 경주시 양북면 호암리 419번지 기림사                           | 기림사         | 2009년 2월 23일 지정  |      |
| 1612호   |                                                | 영천 봉림사 영산회상도 및 복장유물 (永川 鳳林寺 靈山會上圖 및 腹藏遺物) (Buddhist Painting (The Vulture Peak Assembly) and Excavated Relics of Bongnimsa Temple, Yeongcheon) | 경북 영천시 화북면 천문로 2149-368, 봉림사 (자천리)                | 봉림사         | 2009년 2월 23일 지정  |      |
| 1613호   |                                                | 청도 운문사 비로자나삼신불회도 (淸道 雲門寺 毘盧遮那三身佛會圖) (Buddhist Painting of Unmunsa Temple, Cheongdo (Vairocana Buddha Triad))                                     | 경북 청도군 운문면 운문사길 264, 운문사 (신원리)                   | 운문사         | 2009년 2월 23일 지정  |      |
| 1614호   |                                                | 안동봉정사영산회상벽화 (安東鳳停寺靈山會上壁畵) (Mural Painting of Bongjeongsa Temple, Andong (The Vulture Peak Assembly))                                                   | 경북 안동시 서후면 봉정사길 222, 봉정사 (태장리)                   | 봉정사         | 2009년 4월 22일 지정  |      |
| 1615호   |                                                | 경주 왕룡사원 목조아미타여래좌상 (慶州 王龍寺院 木造阿彌陀如來坐像) (Wooden Seated Amitabha Buddha of Wangnyongsawon Temple, Gyeongju)                                       | 경북 경주시                                                        | 윤시연         | 2009년 4월 22일 지정  |      |
| 1616호   |                                                | 예안김씨가전계회도일괄 (禮安 金氏 家傳契會圖 一括) (Gyehoedo (Gathering of Officials) Handed Down in the Yean Kim Clan)                                                      | 부산 동구                                                          | 신성수         | 2009년 4월 22일 지정  |      |
| 1617호   |                                                | 이헌국 호성공신교서 (李憲國扈聖功臣敎書) (Royal Certificate of Meritorious Subject Issued to Yi Heon-guk)                                                                    | 대구 수성구 청호로 321, 국립대구박물관 (황금동,국립대구박물관)     | 국립대구박물관 | 2009년 6월 29일 지정  |      |
| 1618-1호 |                                                | 대한제국 고종 황제어새 (大韓帝國 高宗 皇帝御璽) (Seal of Emperor Gojong of the Korean Empire)                                                                                | 서울 종로구 효자로 12, 국립고궁박물관 (세종로,국립고궁박물관)      | 국립고궁박물관 | 2009년 9월 2일 지정   |      |
| 1618-2호 |                                                | 국새 황제지보 (國璽 皇帝之寶) | 서울 종로구 효자로 12, 국립고궁박물관 (세종로,국립고궁박물관)      | 국립고궁박물관 | 2017년 1월 2일 지정   |      |
| 1618-3호 |                                                | 국새 유서지보 (國璽 諭書之寶) | 서울 종로구 효자로 12, 국립고궁박물관 (세종로,국립고궁박물관)      | 국립고궁박물관 | 2017년 1월 2일 지정   |      |
| 1618-4호 |                                                | 국새 준명지보 (國璽 濬明之寶) | 서울 종로구 효자로 12, 국립고궁박물관 (세종로,국립고궁박물관)      | 국립고궁박물관 | 2017년 1월 2일 지정   |      |
| 1618-4호 |                                                | 국새 준명지보 (國璽 濬明之寶) | 서울 종로구 효자로 12, 국립고궁박물관 (세종로,국립고궁박물관)      | 국립고궁박물관 | 2017년 1월 2일 지정   |      |
| 1618-5호 |                                                | 국새 대군주보 (國璽 大君主寶) | 서울 종로구 효자로 12, 국립고궁박물관 (세종로,국립고궁박물관)      | 국립고궁박물관 | 2021년 8월 24일 지정  |      |
| 1618-6호 |                                                | 국새 제고지보 (國璽 制誥之寶) | 전라북도 전주시                                                    | 국립전주박물관 | 2021년 8월 24일 지정  |      |
| 1618-7호 | Imperial Royal Seal of the Great Han Empire 01 | 국새 칙명지보 (國璽 勅命之寶) | 서울특별시 용산구                                                  | 국립중앙박물관 | 2021년 8월 24일 지정  |      |
| 1618-8호 |                                                | 국새 대원수보 (國璽 大元帥寶) | 서울특별시 용산구                                                  | 국립중앙박물관 | 2021년 8월 24일 지정  |      |
| 1619호   |                                                | 서산 개심사 목조아미타여래좌상 (瑞山 開心寺 木造阿彌陀如來坐像) (Wooden Seated Amitabha Buddha of Gaesimsa Temple, Seosan)                                                   | 충남 서산시 운산면 개심사로 321-86, 개심사 (신창리)                | 개심사         | 2009년 10월 20일 지정 |      |
| 1620호   |                                                | 안동 봉정사 목조관음보살좌상 (安東 鳳停寺 木造觀音菩薩坐像) (Wooden Seated Avalokitesvara Bodhisattva of Bongjeongsa Temple, Andong)                                         | 경북 안동시 서후면 봉정사길 222, 봉정사 (태장리)                   | 봉정사         | 2009년 10월 20일 지정 |      |
| 1621호   |                                                | 서울 지장암 목조비로자나불좌상 (서울 地藏庵 木造毘盧遮那佛坐像) (Wooden Seated Vairocana Buddha at Jijangam Hermitage, Seoul)                                                | 서울 종로구 창신2동 626-3번지                                      | 지장암         | 2009년 10월 20일 지정 |      |

## 참고자료
- 문화재청 - 문화재 검색